# Basilissa alta
Basilissa alta är en snäckart som beskrevs av Watson 1879. Basilissa alta ingår i släktet Basilissa och familjen Seguenziidae. Inga underarter finns listade i Catalogue of Life.